# Krulmos
Krulmos (Funaria) is een geslacht uit de krulmosfamilie (Funariaceae). Het geslacht omvat ongeveer 210 soorten. Gewoon krulmos (Funaria hygrometrica) is de meest voorkomende soort. Gewoon krulmos heeft een gedraaide seta die erg hygroscopisch is en losdraait als het vochtig is. De naam is afgeleid van het Latijnse woord "funis", wat "een touw" betekent. In funaria zijn wortelachtige structuren, rhizoïden genaamd, aanwezig.
Sporenkapsels  zijn er in overvloed en het mos overleeft via sporen wanneer de omstandigheden ongeschikt zijn.
Krulmossoorten groeien in dichte plekken of kussens op vochtige, schaduwrijke en koele plaatsen op rotsen, muren of spleten tijdens het regenseizoen. Het heeft een hoogte van 3-5 cm, een radiale symmetrie met een differentiatie van een as of stengel, bladeren of phylloïden zijn meercellige kleurloze vertakte rizoïden.
Dit zijn primitieve meercellige, autotrofe, schaduwminnende planten. Ze planten zich voort via sporenvorming. Ze hebben geen vasculair systeem. Wortelachtige structuren die rizoïden worden genoemd, zijn aanwezig. Ze laten afwisseling van generatie zien, dwz het gametofytische stadium wordt afgewisseld met het sporofytische stadium.